# Expresso das Ilhas
Expresso das Ilhas (« L'Express des îles » en portugais), est un journal hebdomadaire capverdien qui couvre les principales actualités de l'archipel et de chaque île. Le siège du journal est situé dans la capitale capverdienne, Praia. Ce journal a l'un des plus grands tirages du Cap-Vert et est présent sur internet. Le journal est publié en portugais, à l'exception de quelques articles occasionnels en créole capverdien. Il est considéré comme étant de tendance libérale centre droit.

## Description
Le journal est proche du parti politique Mouvement pour la démocratie (MPD), de tendance libérale centre droit, alors que A Semana est proche de l’autre principal parti capverdien, le PAICV, parti de gauche et ancien parti unique,.
Le tirage de ce périodique est d'environ 10 000 exemplaires. Le journal est également diffusé en dehors du pays : son tirage est de 4 000 exemplaires au Portugal et de 1 000 en Angola. Les articles sont en portugais, à l'exception de quelques-uns en créole capverdien. Il propose également un site sur internet.
Expresso das Ilhas est un périodique au contenu généraliste qui aborde notamment l’actualité du pays, et les thèmes des sports, de la météo, des entreprises, des loisirs, etc.

## Histoire
Comme A Semana, Expresso das Ilhas est fondé en 1991,,, dans un contexte favorable aux débats politiques : le monopartisme est en effet aboli dans le pays en septembre 1990 et les premières élections multipartites se déroulent début 1991 : les Élections législatives cap-verdiennes de 1991 en janvier 1991, et les présidentielles en février 1991. Le journal célèbre son 10e anniversaire en 2001 et son 25e anniversaire en 2016.